# دریاچه بلویه (استان ریازان)
دریاچه بلویه (روسی: Бе́лое о́зеро؛ IPA: [ˈbʲɛləjə ˈozʲɪrə]) یک دریاچه در استان ریازان کشور روسیه است.